# Macropsis rufocephalus
Macropsis rufocephalus är en insektsart som beskrevs av Henry Fairfield Osborn 1932. Macropsis rufocephalus ingår i släktet Macropsis och familjen dvärgstritar. Inga underarter finns listade i Catalogue of Life.